# DYNC1I1
Cadeia intermédia 1 da dineina 1 citoplasmática é uma proteína que nos humanos é codificada pelo gene DYNC1I1
Em células melanocíticas, a regulação do gene DYNC1I1 pode ser regulada pelo MTF.

## Interacções
Foi demonstrada a interacção de DYNC1I1 com  DYNLL1.